# Réaction de condensation
Une réaction de condensation est une réaction chimique au cours de laquelle deux molécules, ou deux parties d'une même molécule, se combinent pour former une molécule (le condensat) en éliminant une molécule simple (le sous-produit), telle l'eau (le plus souvent), le sulfure d'hydrogène, le méthanol ou l'acide acétique. Soit, par exemple (f désigne un groupe fonctionnel) :
A-f1 + B-f2 → condensat A-B + sous-produit f1-f2.

## Mécanisme
De nombreuses réactions de condensation se font grâce à une réaction d'addition-élimination sur un groupe carbonyle, notamment lors d'une acylation ou d'une condensation aldolique.

## Polycondensation
Les polycondensations portent sur des molécules polyfonctionnelles.

Les macromolécules linéaires sont issues de monomères bifonctionnels. Deux cas se présentent :
1. f1-A-f1 + f2-B-f2 (monomères en proportions idéalement stœchiométriques) → macromolécule linéaire + sous-produit ;
2. f1-A-f2 (monomère réagissant sur lui-même) → macromolécule linéaire + sous-produit.

Les polymères tels les polyesters, les polyamides, le polycarbonate, les polysiloxanes, les phénoplastes et les aminoplastes sont obtenus par polycondensation.